# Labyrinth (brætspil)
 For alternative betydninger, se Labyrinth. (Se også artikler, som begynder med Labyrinth)
Labyrinth (på engelsk Amazing Labyrinth, undertiden skrevet THE aMAZEing LABYRINTH) er et brætspil for 2-4 spillere fra 1986, designet af Max Kobbert og udgivet af Ravensburger.
Spilpladen udgøres af et antal faste felter og flere krydsende linjer af løse felter som således kan skubbes. Tilsammen udgør disse felter en labyrint. Der er hele tiden ét felt til overs, som man i sin tur skubber ind i en linje, så alle felterne i linjen forskydes, og feltet i den modsatte ende af linjen skubbes ud af labyrinten. Dernæst flytter spilleren sin egen brik i labyrinten.
I begyndelsen af spillet trækker spillerne kort, som fortæller dem, hvilke skatte i labyrinten, de skal finde. Den, som finder sine skatte og kommer tilbage til sin startposition først vinder spillet.